# Neoriginal
Neoriginal bezeichnet das Label von ZDFneo für selbst in Auftrag gegebene oder produzierte Fernsehserien und Spielfilme. Die Erstaufführung findet bei den Neoriginal-Inhalten auf ZDFneo oder in der ZDFmediathek statt. Eine spätere „Zweitverwertung“ im ZDF-Hauptprogramm ist möglich. Neoriginals wurden unter der Verantwortung von Programmchefin Nadine Bilke eingeführt. Die erste Serie unter dem Label war 2018 Parfum.

## Liste von Neoriginal Produktionen
- Arctic Circle – Der unsichtbare Tod
- Blockbustaz
- Bruder – Schwarze Macht
- Countdown Copenhagen
- Decision Game
- Deutscher
- Dead End
- Drinnen – Im Internet sind alle gleich
- Dunkelstadt
- Hidden Agenda
- Lehrerin auf Entzug
- Liebe. Jetzt!
- Lobbyistin
- Love Sucks
- Mirage – Gefährliche Lügen
- Missing Lisa
- Mord im Mittsommer
- Parfum
- Pumpen
- Sløborn
- Tabula Rasa
- The Mallorca Files
- Unbroken
- Was wir fürchten
- West of Liberty

Liste unvollständig!